# Brona (przełęcz)
Brona (słow. Brána) – przełęcz w masywie Babiej Góry w Paśmie Babiogórskim w Beskidzie Żywiecko-Orawskim (w regionalizacji według Jerzego Kondrackiego w Beskidzie Żywieckim, w słowackiej Oravské Beskydy). Geoportal podaje wysokość 1412 m, mapa Compass 1408 m. Znajduje się w północno-zachodniej grani tego masywu, pomiędzy Cylem (dokładniej przed jego drugim, wschodnim wierzchołkiem, czyli Niższym Cylem) a Kościółkami. Przełęcz Brona dzieli masyw Babiej Góry na dwie nierówne części:
- część wschodnią ze szczytem Diablak oraz
- część zachodnią z Cylem[4].

Głównym grzbietem tego masywu i przez przełęcz Brona biegnie granica polsko-słowacka oraz Wielki Europejski Dział Wodny. Polskie stoki przełęczy Brona należą do miejscowości Zawoja, w województwie małopolskim, w powiecie suskim, w gminie Zawoja, słowackie do miejscowości Orawska Półgóra, w Babiogórskim Parku Narodowym.
Południowo-zachodnie (słowackie) stoki przełęczy Brona są mało strome i wypływa z nich potok Bystra, północne, od polskiej strony są bardziej strome i z ich niższej części wypływa potok Marków. Na wschód od przełęczy leży system wąwozów zwanych Izdebczyskami z maleńkim stawkiem zwanym Czarne Oko i kilkoma małymi jaskiniami. Największe z nich to Zbójnicka Grota i Słowikowa Studnia (już zawalona).

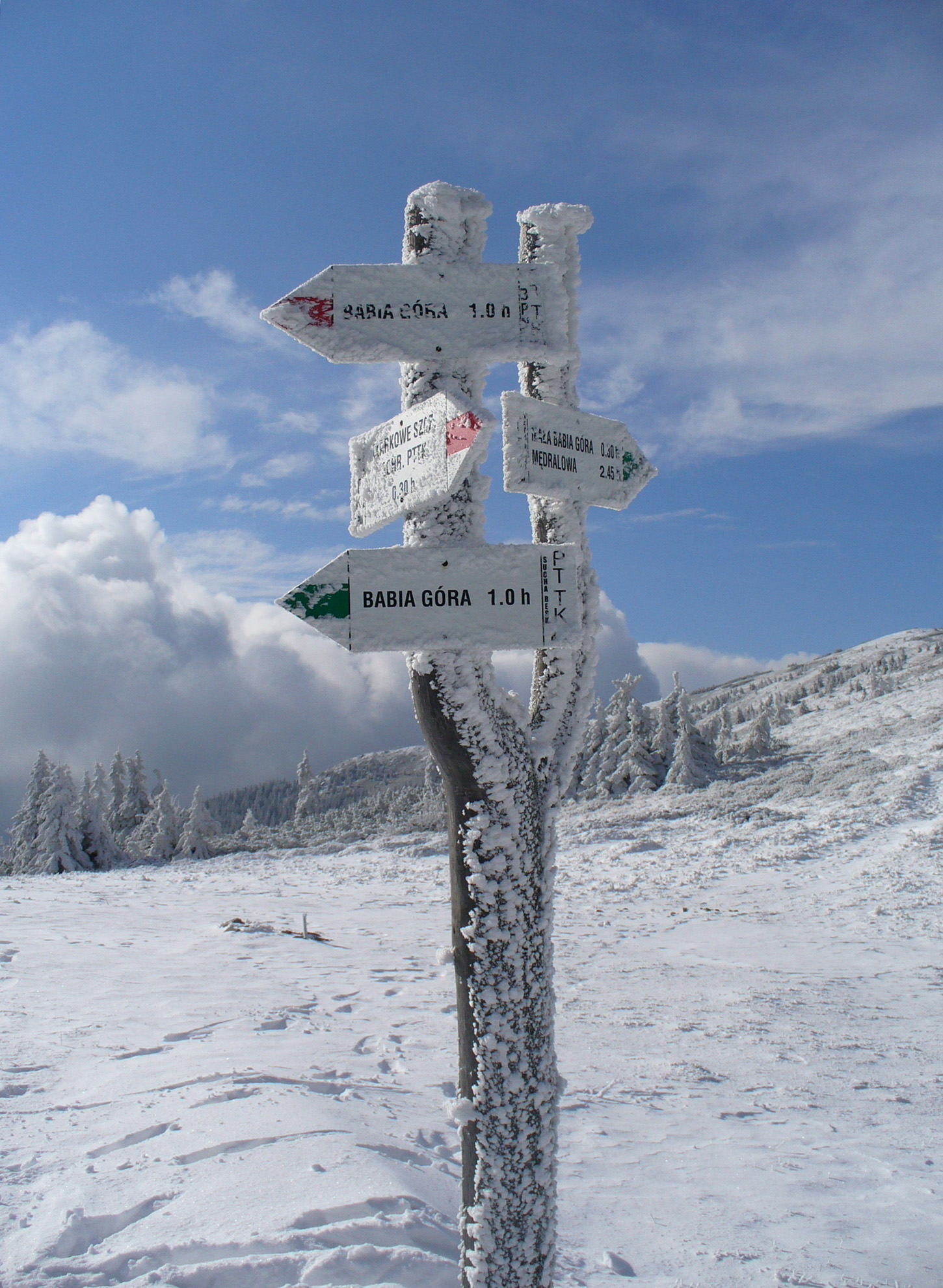
Drogowskaz turystyczny na przełęczy Brona

Nazwę przełęczy utworzył w 1925 Kazimierz Sosnowski od staropolskiego słowa brona oznaczającego bramę. Dawniej mieszkańcy Zawoi przełęcz tę nazywali po prostu Siodełkiem lub Siodłem. W XVII i XVIII wieku prowadził przez nią Zbójecki Chodnik – ścieżka łączącą Zawoję z Półgórą. Obecnie na przełęczy Brona krzyżują się trzy znakowane szlaki turystyczne i ścieżka edukacyjna „Babia Góra bez granic” (nie posiada odrębnego oznakowania).

## Szlaki turystyczne
(Główny Szlak Beskidzki): Markowe Szczawiny – Brona – Diablak:
- z Markowych Szczawin 0.30 godz. (↓ 0.25 godz.)
- z Diablaka 0.45 godz. (↑ 1 godz.)

  Żywieckie Rozstaje – Cyl – Brona – Diablak:
- z Cyla 0.15 godz. (↑ 0.25 godz.)
- z Diablaka 0.45 godz. (↑ 1 godz.)